# Acragopsis chirma
Acragopsis chirma är en fjärilsart som beskrevs av William Schaus 1920. Acragopsis chirma ingår i släktet Acragopsis och familjen Dalceridae. Inga underarter finns listade i Catalogue of Life.